# D-beat
El D-Beat (a veces llamado discore o kängpunk (punk de bota en sueco) es un estilo de hardcore punk, desarrollado a inicios de los años 1980 por imitadores de Discharge, a quienes se les atribuye el nombre del género, además del ritmo de batería característico de este subgénero. El D-beat es conocido por su sonido "afilado, distorsionado y brutalmente político". Discharge posiblemente adquirió este ritmo de Motörhead y Buzzcocks. El D-beat es frecuentemente asociado con el crust punk, el cual es una variación más pesada y compleja. El estilo es particularmente popular en Suecia y se desarrolló ahí por grupos como Crude SS, Anti Cimex, Mob 47, y Driller Killer. Otros grupos de D-beat incluyen a Doom y the Varukers del Reino Unido; Disclose de Japón, Crucifix y Final Conflict de los EE.UU.; Ratos de Porão de Brasil; y MG15 de España. Mientras el estilo se desarrolló a inicios de los años 1980, un número de nuevos grupos que funcionaban dentro del subgénero emergió a mitad de los años 1990. Estos incluyen a los grupos suecos Wolfbrigade, Totalitär, Avskum, Skitsystem, y Disfear.

## Historia

### Orígenes
El ejemplo más temprano de D-beat se puede encontrar en la canción "You Tear Me Up" de The Buzzcocks en su LP debut, Another Music In A Different Kitchen. Incluía un ritmo de batería rápido e intenso, el cual Discharge posteriormente emularía en su único ritmo de D-beat. Discharge se formó en 1977 en Stoke-on-Trent, Inglaterra, inicialmente tocando una variedad básica de street punk inspirado por Sex Pistols y The Clash. En 1979, el grupo cambió su plantel y empezó a desarrollar un nuevo estilo, más agresivo. En esta instancia Terry "Tez" Roberts de Discharge desarrolló su ritmo de batería característico, del cual el subgénero de D-beat recibe dicho nombre. Roberts comentó en 2004 que "Yo solo quiero ser recordado por haber trañido ese p-to D-Beat en primer lugar! E inspirar a todas esas p-tas grandiosas bandas de Discore alrededor del mundo!" La inspiración de Discharge para el estilo llevó a que también fuera referido como "Discore". El ritmo de Roberts es parecido a la percusión base de las canciones de Motorhead, y muchas bandas subsecuentes prestan de este grupo gran parte de dicho ritmo al igual que Discharge. Después de 1982, el grupo cambió su estilo a una forma más convencional de heavy metal. Sin embargo, su sonido clásico inspiró a otros grupos para emularlos; The Varukers, también de Inglaterra, eran los primeros de esos. Según el historiador de punk Ian Glasper, "The Varukers eran la banda original de Discore, la primera y mejor de las bandas de hardcore punk para tomar la simple, aunque devastadoramente efectiva formula puesta por Discharge y tocarla lo más rápido, duro y pesado que ellos pudieran." Y que "En el turbulento despertar de Discharge, unas cien bandas de punk Discore - o D-beat - se dispersaran por todo el mundo." Mientras el estilo era practicado en Inglaterra, se volvió especialmente inspiracional para un número de grupos en Suecia.
El D-beat era inicialmente conocido como "kängpunk" ("punk de bota") en Suecia. La primera canción sueca de D-beat es "Marquee," por Rude Kids, de Estocolmo, grabada en 1979. Ellos fueron seguidos por KSMB (En Slemmig Torsk), Missbrukarna, y más famosamente, Anti Cimex. El segundo EP de Anti Cimex, Raped Ass, ha sido descrito como "Uno de los más crudos y más violentos lanzamientos del hardcore que se hayan lanzado." Otros grupos incluían a Moderat Likvidation, Asocial, y más prominentemente Mob 47. Mob 47, también de Estocolmo, era conocido como uno de los grupos de kängpunk más rápidos. El grupo también mezclaba el estilo de Discharge con el hardcore punk estadounidense, diversificando el estilo. La más pesada de las bandas suecas de crust era Crude SS.

### Años 1980
En Inglaterra, un segundo estilo de anarco-punk parecido al D-beat se desarrolló a mitad de los 80s. Este estilo tomó elementos de los grupos suecos de kängpunk además del anarco-punk, el heavy metal y el post-punk británicos. El término "crust" se le atribuyó a Hellbastard y su demo Ripper Crust de 1986. Según Ian Glasper: "Rippercrust es recordado enormemente como la primera vez que la palabra 'crust' fue utilizada en el contexto punk, y así como el punto de inicio de toda la escena del crustcore, algunos atribuirían ese logro a grupos como Disorder, Chaos UK y Amebix algunos años antes. Malcolm "Scruff" Lewty, vocalista y guitarrista de Hellbastard comentó, "Mucha gente dice que nosotros empezamos el género crust-punk, pero que importa. Si ellos quieren decir eso, no me importa, pero ciertamente no soy Malcolm McLaren, diciendo que inventé algo que yo no hice." Amebix y Antisect son frecuentemente aludidos como los creadores del crust punk.
El LP Arise de Amebix y el sencillo Out from the Void de Antisect, ambos lanzados en 1985, ofrecen una plantilla para el súbgenero. El periodista del punk Felix von Havoc sostiene que Doom, Excrement of War, Electro Hippies y Extreme Noise Terror fueron entre las primeras bandas en tener el sonido tradicional "crust" británico. Subgéneros adicionales de este estilo empezaron a desarrollarse. Deviated Instinct, de Norwich, crearon el "stenchcore", trayendo "tanto el aspecto y el sonido - sucio y metálico, respectivamente - a su conclusión natural". Inicialmente un grupo de anarco-punk, empezaron a tomar una aumentante influencia del metal. Su vocalista Julian "Leggo" Kilsby comenta: "Eramos de una enorme parte de la escena anarco, para empezar, muy políticamente motivada... a lo largo de la existencia de la banda, en realidad, aunque se volvió menos obvio mientras el tiempo pasaba. Pero nunca me gustaron las letras directas de 'La guerra es mala...' que eran tan prevalentes en el tiempo, asi que mientras mis habilidades de composición mejoraban yo pondría mas profundidad a nuestras letras y hacerlas más metafóricas; Siempre me interesaron las películas de terror, así que se manifestó así mismo en las imagenes que yo utilizaba..."
Los grupos de crust-punk tomaron una leve influencia del sonido temprano del black metal de Venom y Celtic Frost. Similarmente, Bathory estaba inicialmente inspirada en el crust punk además del metal. El Crust fue afectado por una segunda ola influencia en los años 1990, con algunas bandas experimentando con elementos de black metal. Iskra es probablemente el más obvio ejemplo del crust punk influenciado por el black metal; Iskra acuñó la frase "blackened crust" para describir su nuevo estilo. El grupo japonés Gallhammer también mezcló el crust con el black metal. Además, la banda noruega Darkthrone incorporó características del crust punk en su más reciente material. Como Daniel Ekeroth escribió en 2008:"En una paradoja muy irónica, el black metal y el crust punk empezaron a aceptarse el uno al otro. Los miembros de Darkthrone y Satyricon han dicho que aman el punk, mientras que entre los crusties, el black metal es la última moda. De hecho, el último álbum de la banda de crust punk Skitsystem suena muy black metal-mientras que el último opus de black metal de Darkthrone suena muy punk! Ésto pudo haber sido inimaginable a inicios de los años 1990."
El crust punk estadounidense empezó en Ciudad de Nueva York, también a mitad de los años 80, con el trabajo de Nausea. El grupo emergió de la escena del Lower East Side y el hardcore neoyorquino, con Roger Miret de Agnostic Front. El trabajo inicial de Neurosis, de San Francisco, también prestó elementos de Amebix, e inauguró el crust punk en la Costa Oeste. Disrupt (Boston), Antischism (Carolina del Sur), y Destroy! (Minneapolis), también fueron importantes grupos estadounidenses de crust punk.
Extreme Noise Terror es acreditado por desarrollar el estilo que sería conocido como grindcore. A fines de los 80s, Doom, de Birmingham, praticaron el D-beat endeudados con Discharge además de estarlo con el crust punk. Sin embargo, Pete Hurley, guitarrista de ENT, declaró que no tenía interés en ser recordado como un pionero de dicho estilo: "'grindcore' era un termino legendariamente estúpido acuñado por un niño hiperactivo de West Midlands, y no tenía nada que ver con nosotros de todos modos. ENT fue, es, y - yo sospecho - siempre será una banda de hardcore punk... no una banda de grindcore, una banda de stenchcore, una banda de trampcore, o cualquier otro termino define-géneros de sub-sub-sub-core con el que puedas venir."

### Años 1990
Una importante banda de crust punk estadounidense fue Aus-Rotten de Pittsburgh, Pennsylvania. El Crust punk también floreció en Minneapolis, liderado por el sello Profane Existence. En este periodo, el ethos del crust punk vino particularmente codificado, con vegetarianismo, feminismo, y a veces el straigt edge siento prescrito por muchas de las figuras en la escena. La escena del powerviolence asociada con Slap-a-Ham Records estaba en cercana proximidad al crust punk, particularmente en el caso de Man Is the Bastard y Dropdead. El Crust era también prominente en el Sur Estadounidense, donde Prank Records y CrimethInc. actuaron como puntos focales de la escena. La banda más representativa del crust sureño fue His Hero Is Gone. Muchas bandas suecas de los años 1980 empezaron a tocar una combinación de crust punk con D-beat. Esas bandas, incluyendo a Driller Killer, Totalitär, Skitsystem, Wolfbrigade, y Disfear, siguen siendo las bandas mejor conocidas de D-beat, aunque su sonido se inclinó cercanamente hacia los desarrollos del death metal.

## Características

### Vocales y letras
El contenido vocal del D-beat se inclina hacia los gritos de consignas. El estilo es distinguido de sus predecesores por su mínimo contenido lírico y mayor proximidad hacia el heavy metal. Las bandas de D-beat generalmente tienen mensajes antibelicistas y anarquistas, además de seguir la desoladora estética visual de las bandas de anarco-punk de los años 1980. El periodista de rock Robbie Mackey describió el D-beat como caracterizado por "baterías violentas contra riffs rompecuellos e incomprensibles aullidos sobre anarquía, trabajando duro como ratas, y juntándose para, tú sabes, pelear."
Las vocales en el crust punk son frecuentemente aullidos o gritos, y puede ser compartido entre dos o más vocalistas. El contenido lírico del crust punk tiende a ser desolador y nihilista, aunque políticamente comprometido. Las canciones del crust punk generalmente son sobre la guerra nuclear, el militarismo, los derechos animales, los dolores personales, los estados opresivos y el fascismo. Amebix también tenía interés en varias formas de misticismo y gnosticismo. Malcolm "Scruff" Lewty, guitarrista y vocalista de Hellbastard, describe la distinción entre las letras del crust punk y el metal:

Las letras del metal eran tan tontas, tan alejadas de la vida diaria. Venom cantaba sobre Satanás... y motos... y Satanás... y mujeres... y Satanás! Sabes que? Nunca me levanto en la mañana y digo, 'Joder que sí! Satanás! Vamos y encontrémonos con mis discípulos del Infierno!' Yo prendía el televisor y veía los cientos de personas muriendo por un terremoto que hubo en el tercer mundo... y toda esa gente muriendo de hambre mientras los gastos militares incrementaban... Eso era - y aún es - la realidad de ello. Todo el asunto del heavy metal era solo un escape de la realidad, hacia este otro mundo de... bueno, mierda básicamente.

### Ritmo
Ejemplo de partitura de batería D-Beat:
H:|x-x-x-x-x-x-x-x-:||
S:|--o---o---o---o-:||
K:|o--o-o--o--o-o--:||
b: 1 & 2 & 3 & 4 & :